# A Celebration
A Celebration – piosenka rockowej grupy U2, która nie została umieszczona na żadnym z albumów zespołu. Niemniej ukazała się ona jako singel pomiędzy wydaniem płyt War i October. Prawdopodobnie singel jest bardziej znany z powodu dodatkowego utworu na nim umieszczonego, „Trash, Trampoline and the Party Girl” (tytuł skrócono później do „Party Girl”), który stał się jedną z ulubionych piosenek fanów zespołu. Gdy grupa była pytana przez nich we wcześniejszych latach o „A Celebration”, członkowie otwarcie przyznawali, iż nie lubią tej piosenki, o czym może świadczyć również to, że nie została ona umieszczona na żadnym z kompilacyjnych albumów U2. Mimo to do utworu stworzony został teledysk, który był kręcony w dawnym więzieniu, Kilmainham Gaol.
„A Celebration” był dostępny na CD, wyłącznie na kompilacyjnym albumie, Now That’s What I Call Music! 1982 – The Millennium Series (wydanym wyłącznie w Wielkiej Brytanii) oraz poprzez iTunes, jako oddzielny utwór, a także jako część The Complete U2.

## Lista utworów

### Wersja 1
1. „A Celebration” – 2:57
2. „Trash, Trampoline and the Party Girl” – 2:32

Najpopularniejsze wydanie na 7", dostępne w większości krajów.

### Wersja 2
1. „A Celebration” – 2:56
2. „Fire” – 3:50

Wydanie na 7", dostępne w Japonii.

## Pozycje
| Kraj/Lista (1982)                  | Pozycja |
| ---------------------------------- | ------- |
| Wielka Brytania (UK Singles Chart) | 47      |